# Anastasiia Tatareva
Anastasiia Tatareva (en russe : Анастасия Алексеевна Татарева) est une gymnaste rythmique russe, née le 19 juillet 1997 à Iekaterinbourg (Russie).

## Biographie
Anastasiia Tatareva est sacrée championne olympique au concours des ensembles aux Jeux olympiques d'été de 2016 à Rio de Janeiro, avec ses coéquipières Vera Biriukova, Anastasia Bliznyuk, Anastasia Maksimova et Maria Tolkacheva. 

## Palmarès

### Jeux olympiques
- Rio 2016
  -  médaille d'or au concours des ensembles par équipes

### Championnats du monde
- Izmir 2014
  -  médaille d'argent en groupe 2 rubans + 3 ballons

- Stuttgart 2015
  -  médaille d'or au concours général en groupe
  -  médaille d'or en groupe 6 massues + 2 cerceaux
  -  médaille d'argent en groupe 5 rubans

- Pesaro 2017
  -  médaille d'or au concours général en groupe
  -  médaille d'or en groupe 3 ballons + 2 cordes
  -  médaille d'argent en groupe 5 cerceaux

### Championnats d'Europe
- Bakou 2014
  -  médaille d'or au concours général en groupe
  -  médaille d'or en groupe 2 rubans + 3 ballons
  -  médaille d'argent en groupe 10 massues

- Holon 2016
  -  médaille d'or au concours général en groupe

- Guadalajara 2018
  -  médaille d'or au concours général par équipe
  -  médaille d'or au concours général en groupe
  -  médaille de bronze en groupe 5 cerceaux

- Varna 2021
  -  Médaille d'or par équipe.
  -  Médaille d'or au concours général en groupe.
  -  Médaille d'argent en groupe 5 ballons.

### Jeux européens
- Bakou 2015
  -  médaille d'or au concours général en groupe
  -  médaille d'or en groupe 5 rubans